# Логанспорт (Индиана)
Логанспорт (англ. Logansport) — город и административный центр округа Касс в штате Индиана в Соединённых Штатах Америки. В некоторых русскоязычных источниках конца XIX — начала XX века, например в «Энциклопедического словаря Брокгауза и Ефрона», описывается под названием Логэнспорт, хотя в том-же томе, девятью страницами ранее, есть и статья Логанспорт.
Согласно данным переписи населения США 2020 года число жителей города 
составляло 18 366 человек.

## История
Логанспорт был основан около 1826 года и назван в честь легендарного воина племени из шауни по имени Джеймс Логан, более известного как «Капитан Логан», который служил разведчиком в армии США во время Англо-американской войны 1812 года.
В 1896 году «ЭСБЕ» описывал Логанспорт так: «15 церквей, 2 национальных банка; вагонные фабрики и железнодорожные мастерские; 7 периодических изданий, из них 2 на нем. языке. Торговля лесным товаром, зерном и свининой. Жит. 13338».
На рубеже XIX—XX вв. в Логанспорте открылась карусель Dentzel, которую и сейчас поддерживают в рабочем состоянии. Это один из старейших развлекательных аттракционов в мире. В 1987 году карусель официально получила статус Национального исторического памятника США.

## География
Логанспорт расположен в северной части штата Индиана близ слияния рек Уобаш и Ил, к северо-западу от города Кокомо — административного центра округа Хауард.
Согласно данным Бюро переписи населения США, общая площадь Логанспорта составляет 8,972 квадратных миль (23,24 км2), из которых 8,75 квадратных миль (22,66 км2 или 97,53%) — это суша и 0,222 квадратных миль (0,57 км2 или 2,47%) — водная поверхность.